# Galaxie naine d'Hercule
Pour les articles homonymes, voir Hercule (homonymie).
Ne doit pas être confondu avec Hercules A.
La galaxie naine d'Hercule est une galaxie naine sphéroïdale du Groupe local située à environ 450 000 années-lumière (140 kpc) de la Voie lactée dans la constellation d'Hercule. Il s'agit d'une galaxie à faible brillance de surface de forme allongée, peut-être sous l'effet des forces de marée galactique exercées par la Voie lactée. Elle est constituée d'étoiles de population II, âgées et de faible métallicité ; la formation stellaire a cessé dans cette galaxie depuis plusieurs milliards d'années. Aucune région H I n'a été détectée dans cette galaxie, la limite supérieure de la masse d'hydrogène neutre étant évaluée à 466 M☉.